# Brazilská portugalština
Brazilská portugalština je termín označující variantu portugalského jazyka používanou více než 191 milióny Brazilců, je to nejrozšířenější varianta portugalštiny vůbec.
Kvůli významu Brazílie v Mercosulu a v UNASULu, je tato varianta vyučována v zemích Jižní Ameriky, populární je zejména v Argentině a Uruguayi, a také ve Spojených státech. Také je používána jako mateřský jazyk v zemích, kde žijí velké brazilské komunity, zejména ve Spojených státech, Paraguayi, Japonsku a v různých zemích Evropy.
Před příjezdem Pedra Álvarese Cabrala do Brazílie, hovořilo se tam více než tisícem indiánských jazyků. V průběhu svého vývoje přejala do své slovní zásoby brazilská portugalština nejen výpůjčky z jazyků indiánských a afrických, ale také z francouzštiny, z kastilštiny, z italštiny a z angličtiny.
Mezi evropskou a brazilskou portugalštinou jsou různé rozdíly, zejména ve slovní zásobě, výslovnosti a syntaxi, zejména v regionálních variantách; ve formálních textech jsou rozdíly menší. V mluvené řeči se potom vyskytuje značné množství odlišností i uvnitř těchto zemí.

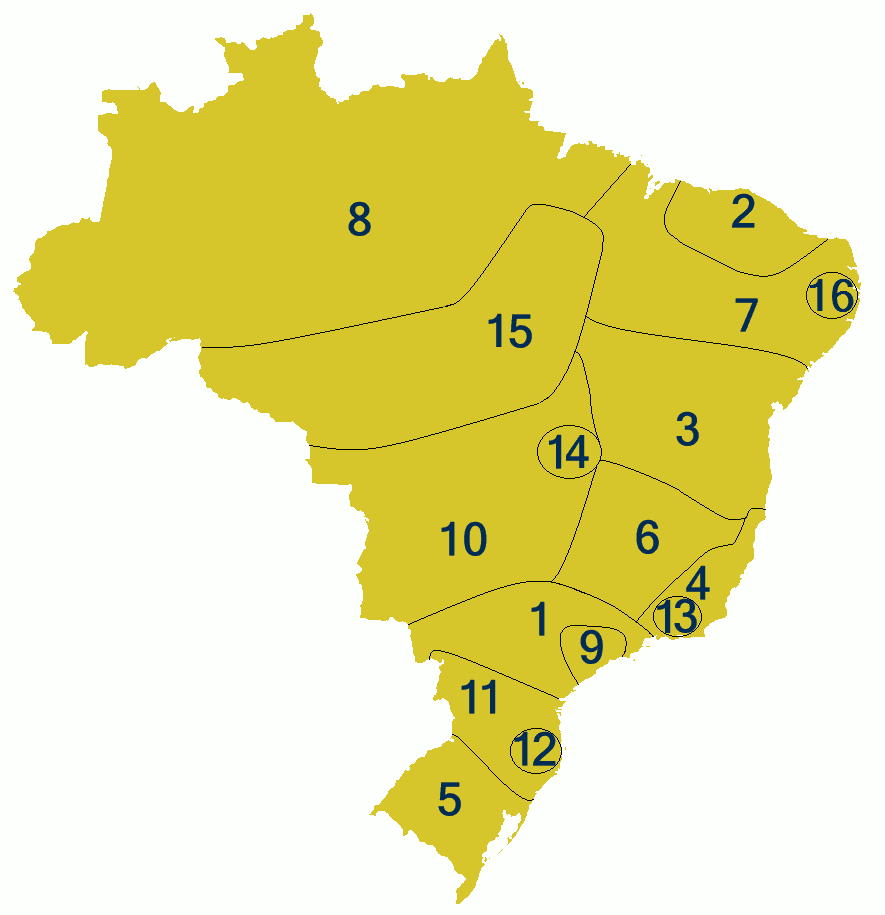
Dialekty brazilské portugalštiny vyznačené na mapě Brazílie:
1 - Caipirský
2 - Severního pobřeží
3 - Bainský
4 - Flumineský *
5 - Gaučský
6 - Mineiro
7 - Severovýchodní
8 - Severní (Amazonský)
9 - Paulistánský **
10 - Sertanejo
11 - Sulista
12 - Florianópolisský
13 - Carioca *
14 - Brasílijský ***
15 - Hornoamazonský
16 - Recifeský
- dialekty města Rio de Janeiro
- dialekt města Sao Pãulo
- dialekt města Brasília

## Indiánské jazyky
Odhaduje se, že před příchodem Portugalců se na území dnešní Brazílie používalo přibližně 1500 rozdílných jazyků. Tyto jazyky jsou řazeny do jazykových kmenů Tupi, Macro-Jê a Aruaque. Některé jazykové rodiny se do kmenů zařadit nepodařilo, jsou to rodiny Karib, Pano, Maku, Yanomami, Mura, Tukano, Katukina, Txapakura, Nambikwara a Guaikuru. Skutečnost, že dva jazyky patří do stejné rodiny, ještě neznamená, že jsou navzájem srozumitelné (stejně jako nejsou navzájem srozumitelné mnohé jazyky indoevropské).
V období třiceti let (1500-1532) poté, co byla Brazílie dohodou z Tordesillas mezi Španělskem a Portugalskem (rozdělovala nově objevená území mezi tyto dvě země) přiřčena Portugalcům, byla Brazílie napadána Holanďany, Francouzi a Angličany, kteří se této dohody neúčastnili. V roce 1530 zorganizoval portugalský král první expedici do Brazílie s cílem zalidnit ji, zahájit expanzi a využít území k pěstování cukrové třtiny. V téže době o Brazílii usilovaly i jiné evropské národy, jako Francouzi a Holanďané (ti vytvořili kolonii na území dnešního státu Pernambuco).
V době zahájení kolonizace Brazílie byl na pobřeží ve velké délce používán jazyk Tupinambá (kmen Tupi). Jejich jazyk se stal základem jazyka Brasílica, který se rozšiřoval a vyvíjel, až se nakonec stal obecně používaným jazykem v brazilském koloniálním systému. Postupem času se z něj (ve druhé polovině 17. století) stala língua geral (tj. obecný jazyk).
Língua geral se pochopitelně v různých populacích lišila, byla ovlivňována i jinými indiánskými jazyky. Sloužila ke komunikací mezi Portugalci a indiány i mezi různými indiány navzájem (stala se linguo francou). Tento jazyk do dnešní doby ovlivňuje hovorovou slovní zásobu v Brazílii. Língua geral měla dvě varianty:
- Língua Geral Paulista: původně z jazyka Tupí od São Vicente a řeky Tietê, byla užívána kolonizátory v 17. století. Tento jazyk kolonizátoři rozšířili i na území, kde tito indiáni nikdy nežili.

- Nheengatu, (ie’engatú = "dobrý jazyk") je jazyk tupi-guarani používaný v Brazílii a přilehlých zemích. Je to jazyk obchodu, byl vyvinut portugalskými jezuity v 17. a 18. století. Jeho slovní zásoba a výslovnost pocházejí z jazyka tupinambá, gramatika je portugalská a jsou v něm četné slovní výpůjčky z portugalštiny a kastilštiny (což je pochopitelné vzhledem k tomu, že se s tímto jazykem šířila evropská kultura).

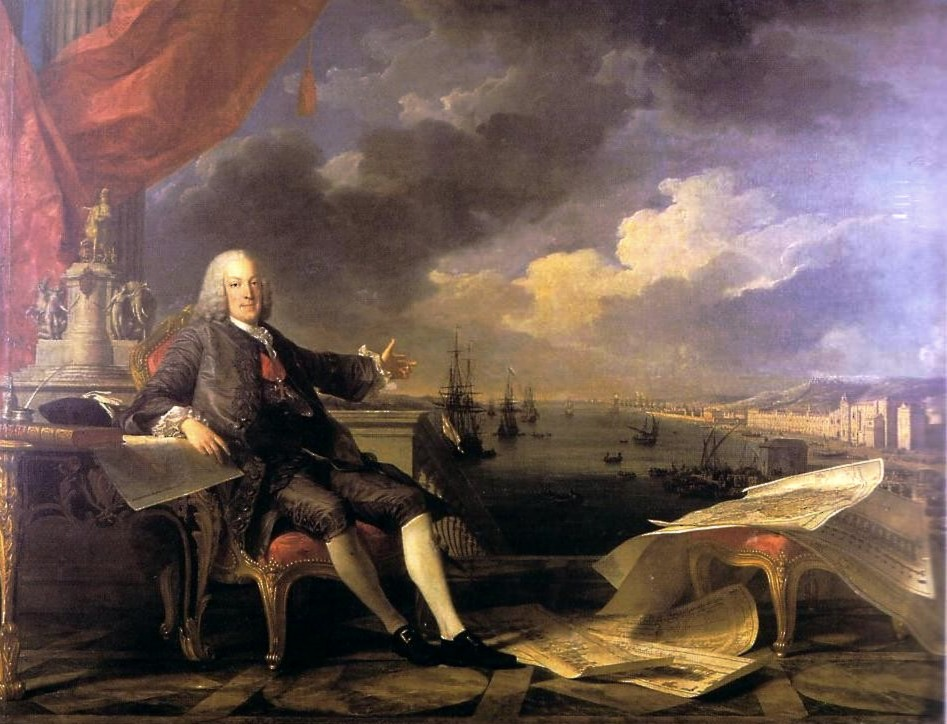
O Marquês de Pombal instituiu o português como a língua oficial do Brasil, proibindo o uso da língua geral.

## Výslovnost
Největší rozdíl mezi evropskou a brazilskou variantou portugalštiny spočívá právě ve fonetice (tj. výslovnosti). Tyto rozdíly je možno popsat pouze na základě výslovnosti, která je všeobecně používána, protože ani jedna z obou variant nemá předepsanou správnou výslovnost.
Obecně se dá říci, že v evropské portugalštině dochází k redukci až apokopě nepřízvučných samohlásek, zatímco v brazilské dochází spíše ke změnám souhlásek. Výslovnost rr často přechází přes h až k ch, koncové -l (v Portugalsku vyslovované jako tvrdé ł) přechází na -u (splývá do dvojhlásky s předcházející samohláskou), d, t, n se před vyslovovaným i (psaným jako i nebo jako -e) se měkčí (na dž/ď, č/ť, ň).

## Příklady

### Číslovky
| Brazilská portugalština | Česky |
| um                      | jeden |
| dois                    | dva   |
| três                    | tři   |
| quatro                  | čtyři |
| cinco                   | pět   |
| seis                    | šest  |
| sete                    | sedm  |
| oito                    | osm   |
| nove                    | devět |
| dez                     | deset |

## Užitečné fráze
| Brazilská portugalština | Česky                              |
| Bom dia. Boa tarde. | Dobré ráno!                        |
| Boa noite. | Dobré odpoledne. / Dobrý večer.    |
| Como você está? Como você tá? Como vai você?                                                                                       | Jak se máš?                        |
| Obrigado/a. | Děkuji.                            |
| De nada. | Prosím.                            |
| Prazer em conhecê-lo/la. | Rád tě poznávám.                   |
| Venha ao Brasil. Venha para o Brasil. Venha pro Brasil.                                                                            | Přijeď do Brazílie.                |
| Dar-lhe-ei minhas boas-vindas. Vou dar-lhe minhas boas-vindas. Vou dar minhas boas-vindas a você. Darei minhas boas-vindas a você. | Přivítám tě.                       |
| Dê-me uma ajuda, por favor. Me dê uma ajuda, por favor.                                                                            | Pomoz mi, prosím.                  |
| Vá por este lado. Vá por esse lado aquí.                                                                                           | Jdi touto cestou.                  |
| Inscreva-se no nosso canal. Se inscreva no nosso canal.                                                                            | Přihlas se k odběru našeho kanálu. |

## Vzorový text
Otčenáš (modlitba Páně):
Pai nosso, que estais no céu,
Santificado seja o Vosso nome.
Venha a nós o Vosso reino.
Seja feita a Vossa vontade,
Assim na Terra como no céu.
O pão nosso
de cada dia nos dai hoje,
Perdoai-nos as nossas ofensas,
Assim como nós
perdoamos a quem nos tem ofendido.
E não nos deixeis cair em tentação,
Mas livrai-nos do mal.
Amém.

### Všeobecná deklarace lidských práv
| brazilská portugalština | Todos os seres humanos nascem livres e iguais em dignidade e direitos. São dotados de razão e consciência e devem agir em relação uns aos outros com espírito de fraternidade. |
| česky                   | Všichni lidé se rodí svobodní a sobě rovní co do důstojnosti a práv. Jsou nadáni rozumem a svědomím a mají spolu jednat v duchu bratrství.                                     |